# Orages d'acier
Pour les articles homonymes, voir Orage (homonymie).
Orages d'acier (titre original : In Stahlgewittern), publié en 1920, est le premier livre d'Ernst Jünger. Il s'agit d'un récit autobiographique sur son expérience de la Première Guerre mondiale qu'il a vécue comme soldat de bout en bout. Il s'agit de son livre le plus lu encore aujourd'hui, et celui qui lui a assuré une importante notoriété dès les années 1920, en particulier dans les cercles nationalistes et chez les ligues d'anciens combattants comme la Stahlhelm.
Comme le souligne Michael Hofmann (en), auteur en 2004 d'une traduction anglaise du texte, ce livre est, après Le Feu d'Henri Barbusse, l'un des tout premiers témoignages littéraires sur la Grande Guerre.

## Histoire du texte
Jünger s'est fondé, pour écrire ce témoignage, sur son expérience de jeune lieutenant de l'armée allemande, engagé volontaire lors de la Première Guerre mondiale, puisant dans les quinze carnets qu'il a tenus durant toute la période de la guerre. L'écrit sous sa forme actuelle est le résultat d'un travail de composition et de réécriture plus tardif. Les éditions allemandes successives au cours des années 1920 et 1930 présentent des différences textuelles importantes et l'édition définitive, la septième, date de 1978. Le livre a été publié pour la première fois en 1920 à compte d'auteur à 2 000 exemplaires. Jünger voulait à l'origine intituler son livre Le Rouge et le Gris en référence à Stendhal et a finalement opté pour une image empruntée aux sagas islandaises dans un poème scaldique.
Le livre a fait l'objet de nombreuses traductions dans neuf langues différentes.

## Description
Le témoignage porté par le livre est celui d'un héros militaire. Jünger a été blessé quatorze fois et a souvent combattu en première ligne dans les Sturmtruppen à la fin de la guerre. Avec le grade de lieutenant, il est resté, avec le capitaine Erwin Rommel, le plus jeune soldat à avoir été décoré de l'ordre Pour le Mérite, distinction la plus prestigieuse de l'armée allemande.
Contrairement aux autres témoignages littéraires publiés sur la guerre des tranchées, ici, la peur ou le sentiment d'horreur face au déchaînement de la violence ne sont que brièvement perceptibles. Quand il s'agit de décrire les blessures ou les cadavres, la description demeure la plupart du temps « clinique » et détachée. La langue de l'auteur prend en revanche plus d'élan lorsqu'il s'agit de décrire l'émotion du combat, l'ardeur qui s'empare de lui au moment de l'assaut, la satisfaction d'avoir abattu un adversaire – sans jamais éprouver de haine à son égard.

## Réception
André Gide a écrit : « Le livre d'Ernst Jünger sur la guerre de 14, Orages d'acier, est incontestablement le plus beau livre de guerre que j'ai lu, d'une bonne foi, d'une honnêteté, d'une véracité parfaites ».

## Traduction en français
- Orages d'acier. Souvenirs du front de France (1914-1918) (trad. F. Grenier), Payot, (1930).
- Orages d'acier. Journal de guerre (trad. Henri Plard), Plon, (1960).
- Orages d'acier (trad. révisée par Julien Hervier), Gallimard, (2008).